# Höhennachtschwalbe
Die Höhennachtschwalbe (Caprimulgus poliocephalus), gelegentlich auch Höhlennachtschwalbe genannt, ist eine Vogelart aus der Familie der Nachtschwalben (Caprimulgidae).
Sie kommt in Angola, der Demokratischen Republik Kongo, Eritrea, Jemen, Malawi, Sambia, Saudi-Arabien, Tansania und Uganda vor.
Ihr Verbreitungsgebiet umfasst hauptsächlich Bergwald und dessen Ränder, höher gelegene baumbestandene Flächen zwischen 1500 und 3000 m.

## Beschreibung
Die Höhennachtschwalbe ist 22–24 cm groß und wiegt zwischen 41 und 57 g.
Sie ist relativ dunkel. Beim Männchen finden sich auf den vier Handschwingen weiße Flecken, die äußeren Steuerfedern sind weitgehend weiß, beim Weibchen weniger weiß, eher gelbbraun. Der Scheitel ist grau. An der Kehle sind seitlich weiße Flecken.

## Stimme
Der Ruf des Männchens wird als zweitöniges Pfeifen peuu-eee, pe-uu-uu-uu mit undulierendem ersten Ton beschrieben.

## Geografische Variation
Es werden folgende Unterarten anerkannt:
- C. p. poliocephalus Rüppell, 1840 – Abyssinian Nightjar – Äthiopien, Tansania bis Saudi-Arabien und Jemen, Eritrea, Uganda
- C. p. ruwenzorii Ogilvie-Grant, 1909 – Montane Nightjar – Uganda bis Demokratische Republik Kongo
- C. p. koesteri Neumann, 1931 – Angola
- C. p. guttifer Grote, 1921 – Tansania, Malawi und Sambia

## Lebensweise
Die Nahrung besteht aus Nachtfaltern, Käfern, Termiten und Heuschrecken.
Die Brutzeit liegt in Saudi-Arabien zwischen März und Mai, in Äthiopien zwischen Januar und Mai und im Sudan, in Uganda und Kenia zwischen September und Januar.

## Gefährdungssituation
Die Höhennachtschwalbe gilt als „nicht gefährdet“ (least concern).